# Bockträsket (Sorsele socken, Lappland)
Bockträsket är en sjö i Sorsele kommun i Lappland och ingår i Skellefteälvens huvudavrinningsområde. Sjön har en area på 2,17 kvadratkilometer och ligger 447,9 meter över havet. Sjön avvattnas av vattendraget Bockträskbäcken som mynnar i Malån.

## Delavrinningsområde
Bockträsket ingår i det delavrinningsområde (725927-161350) som SMHI kallar för Utloppet av Bockträsket. Medelhöjden är 467 meter över havet och ytan är 10,28 kvadratkilometer. Det finns inga avrinningsområden uppströms utan avrinningsområdet är högsta punkten. Bockträskbäcken som avvattnar avrinningsområdet har biflödesordning 3, vilket innebär att vattnet flödar genom totalt 3 vattendrag innan det når havet efter 186 kilometer. Avrinningsområdet består mestadels av skog (69 procent). Avrinningsområdet har 2,33 kvadratkilometer vattenytor vilket ger det en sjöprocent på 22,6 procent.